# Олеко Дундич (фільм)
«Олеко Дундич» — героїко-пригодницький радянсько-югославський фільм 1958 року режисера Леоніда Лукова.

## Сюжет
1917 рік. У в'язниці провінційного російського міста чекає на суворий вирок офіцер Сербського добровольчого корпусу Дундич. Він відпустив засуджених до розстрілу за симпатії до революційних агітаторів чотирьох солдатів. Почалася революція відкрила двері в'язниць і Дундич опинився на волі.
Разом з товаришами він переходить на бік повсталих і стає командиром Інтернаціонального ескадрону в складі 1-ї Кінної армії. Сміливого та ініціативного кавалериста незабаром помітили і стали доручати зухвалі та небезпечні доручення. Дундич з друзями, переодягаючись у білогвардійців, проникають у ворожий тил, захоплюють важливі документи і сіють паніку.
За весь час боїв головним противником Дундича стає Павла Ходжич. Він, у чині полковника, став одним з керівників контррозвідки і придумує хитрі комбінації, намагаючись заманити в пастку свого колишнього товариша по корпусу.

## В ролях
- Бранко Плеша — Олеко Дундич
- Тетяна Пілецька — Галя
- Володимир Трошин — командарм Климент Ворошилов
- Лев Свердлін — командарм Семен Будьонний
- Мілан Пузич — Павла Ходжич, білий контррозвідник
- Борис Ліванов — генерал Костянтин Мамонтов
- Сергій Лук'янов — генерал Андрій Шкуро
- Костянтин Сорокін — червоний командир
- Тетяна Конюхова — Даша, червоноармієць
- Любива Тадич — Драгіч
- Драгомир Фелба — Палич
- Стоян Аранджелович — Рашович
- Юрій Соловйов — Ваня, червоноармієць
- Віктор Старчич — сербський генерал
- Євген Самойлов — полковник Бобров
- Леонід Топчієв — граф Петро Феофанович Галицький
- Маргарита Шумська — циганка Настя
- Лариса Кронберг — Ірина Туманова, дочка білого полковника
- Євген Веліхов — генерал Жобер
- Сергій Філіппов — Іван Козирєв, білий квартирьєр
- Валентин Гафт — сербський солдат
- Станіслав Коренєв — солдат
- Михайло Пуговкін — солдат-агітатор
- Геннадій Карякін — прапорщик
- Олена Санько — Надія Іванівна
- Валентина Пугачова — донька стрілочника
- Микола Сліченко — циган
- Лаврентій Масоха — шинкар
- Олексій Бахарь — білий офіцер
- Юрій Пузирьов — білий офіцер
- Валентина Телегіна — попадя
- Володимир Дорофєєв — батюшка
- Петро Любешкін — червоноармієць
- Степан Шкурат — козак
- Валентин Брилеєв — телеграфіст
- Юрій Леонідов — білогвардійський офіцер
- Сергій Троїцький — Ананій Леонтійович

## Знімальна група
- Автори сценарію: Леонід Луков, Антоній Ісакович за п'єсою Олександра Ржешевского і Михайла Каца
- Режисер: Леонід Луков
- Головний оператор: Михайло Кирилов
- Композитор: Микита Богословський
- Художник-постановник: Олександр Діхтяр
- Художник по костюмах: Ігор Бахметьєв
- Звукорежисери:
  - М. Недич
  - Микола Озорнов
- Монтаж: І. Жучкова
- Оператори:
  - Б. Мілетіч
  - А. Хвостов
- Диригент: Марк Ермлер
- Текст пісень: Михайло Львовський
- Директора:
  - Володимир Беренштейн
  - Младен Тодіч